# Kurahashi-jima
Kurahashi-jima (japanisch 倉橋島) ist eine Insel in der japanischen Seto-Inlandsee. Sie liegt innerhalb des Verwaltungsgebiets der Stadt Kure in der Präfektur Hiroshima.

## Geschichte
2001 ereignete sich ein Erdbeben mit einem Epizentrum, das nur wenig südlich der Insel lag.
2005 wurde der Ort Kurahashi (倉橋町 Kurahashi-chō) im Rahmen einer allgemeinen Verwaltungsumgliederung an die Stadt Kure angeschlossen.

## Geographie
Kurahashi-jima ist Teil der Geiyo-Inseln und hat eine Fläche von 69,56 km² bei einem Umfang von ca. 70 km. Die höchste Erhebung der Insel liegt auf 490,7 m. Von Honshū im Norden trennt die Insel die Ondo-Meerenge (音戸の瀬戸), die nur 600 m lang und an ihrer engsten Stelle 90 m breit ist. Im Westen liegt die Insel Eta-jima und im Südosten die kleinere Insel Kashima (鹿島). Mit beiden ist Kurahashi-jima über Brücken verbunden.
Die Bevölkerung im Jahr 2015 betrug 17.034 Einwohner und war somit rückläufig gegenüber einer Einwohnerzahl von 24.116 im Jahr 1995.
| Jahr          | 1995   | 2000   | 2005   | 2010   | 2015   |
| ------------- | ------ | ------ | ------ | ------ | ------ |
| Einwohnerzahl | 24.116 | 22.222 | 19.565 | 18.952 | 17.034 |

## Kultur und Sehenswürdigkeiten

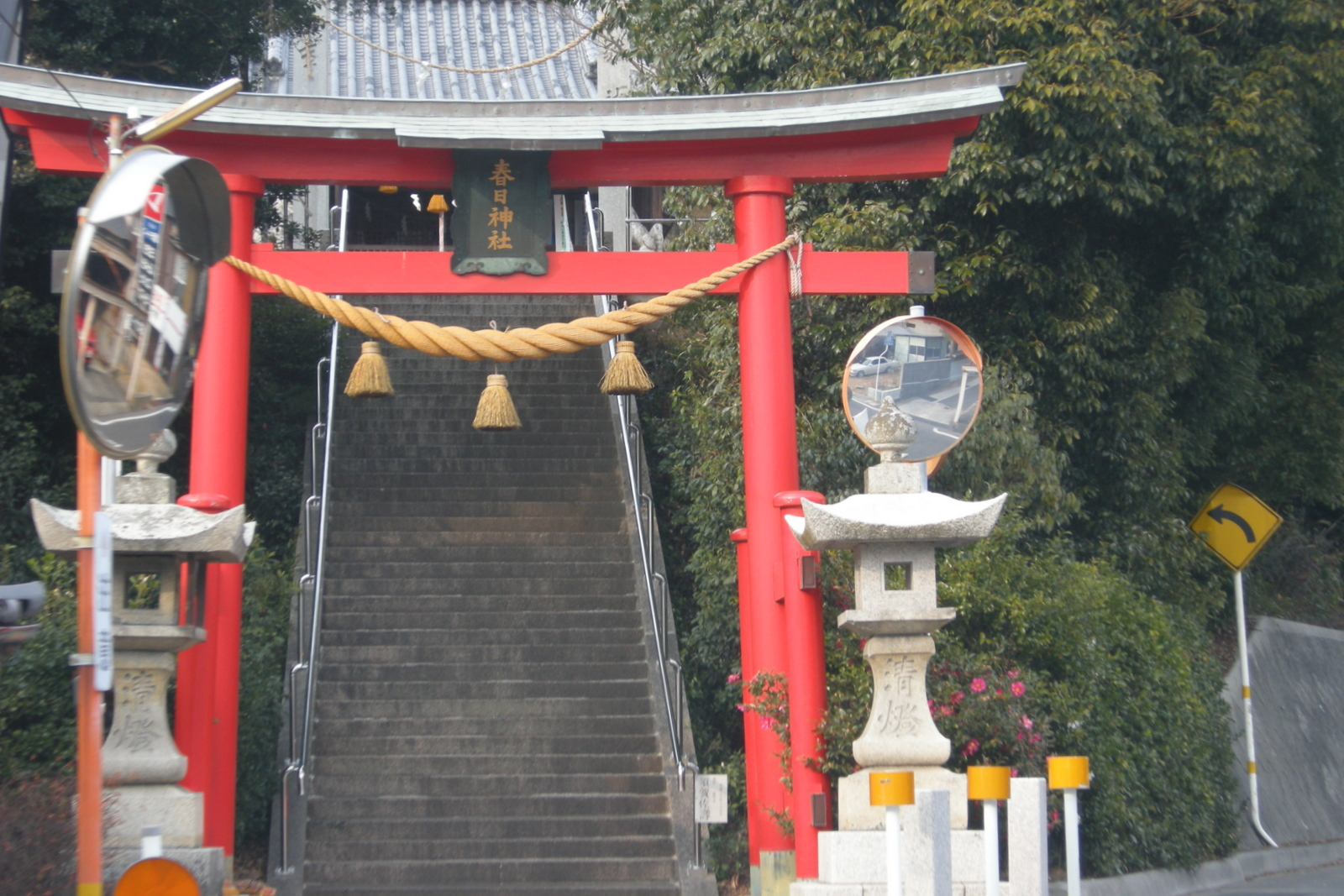
Torii vor dem Kasuga-Schrein

Kurahashi-jima liegt innerhalb der Grenzen des Setonaikai-Nationalparks.
Im Süden der Insel liegt das Nagato-Schiffbaumuseum, das 1992 eröffnet wurde. Es zeigt unter anderem hölzerne Schiffsmodelle vom Altertum bis zur Gegenwart. In der Nähe befindet sich das 1983 eröffnete Kurahashi Museum für Geschichte und Folklore. Neben archäologischen Materialien wie Fossilien des vor etwa 30.000 Jahren ausgestorbenen Naumann-Elefanten (Palaeoloxodon naumanni) enthält es auch Ausstellungsstücke zur Landwirtschaft und Industrie sowie zu Alltagsleben, Handwerk und Literatur der Insel. Ebenfalls in der Nähe befindet sich das F.H.ROYCE Museum, in dem Autos der Marken Rolls-Royce und Bentley ausgestellt sind.
Im Osten von Kurahashi-jima liegt der Kamegakubi-Testschießplatz. Dieser war eine Einrichtung des Marinestützpunkts in Kure, auf dem die Hauptgeschütze des Schlachtschiffs Yamato getestet wurden. Auch Material für Munition und Schiffsverkleidungen wurde hier entwickelt. Zu den historischen Stätten der Präfektur gehören seit 26. Dezember 1988 die Überreste der Burg Marukoyama (丸子山城跡). Sie wurde vom Tagaya-Clan (多賀谷氏) in der Sengoku-Zeit erbaut. Eine weitere historische Stätte ist „der legendäre Kiyomorizuka“ (伝清盛塚) am Fuß der Ondo-Brücke. Ein auf Präfekturebene ausgewiesenes wichtiges Kulturgut ist seit 18. Oktober 1993 die „Holzstatue der elfgesichtigen Kannon“ (木造十一面観音立像). Die stehende Statue der Bodhisattva Kannon stammt aus der Kamakura-Zeit. National seit 11. Juni 1982 als wichtiges Kulturgut ausgewiesen ist der Honden des Katsurahama-Schreins, der 1480 erbaut wurde. Auf Gemeindeebene als materielles Kulturgut ausgewiesen ist der Honden des Zaisaki-Schreins, der 1870 erbaut wurde, und ein Sutra, das 1375 von einem Mönch als Kopie angefertigt wurde. Das Kiyomori-Fest (音戸清盛祭) in Ondo ist seit 1979 als immaterielles Kulturgut ausgewiesen. Es findet alle fünf Jahre statt. Ein weiteres immaterielles Kulturgut ist das Ondo-Schifferlied, das in der Meerenge gesungen wurde.

## Verkehr

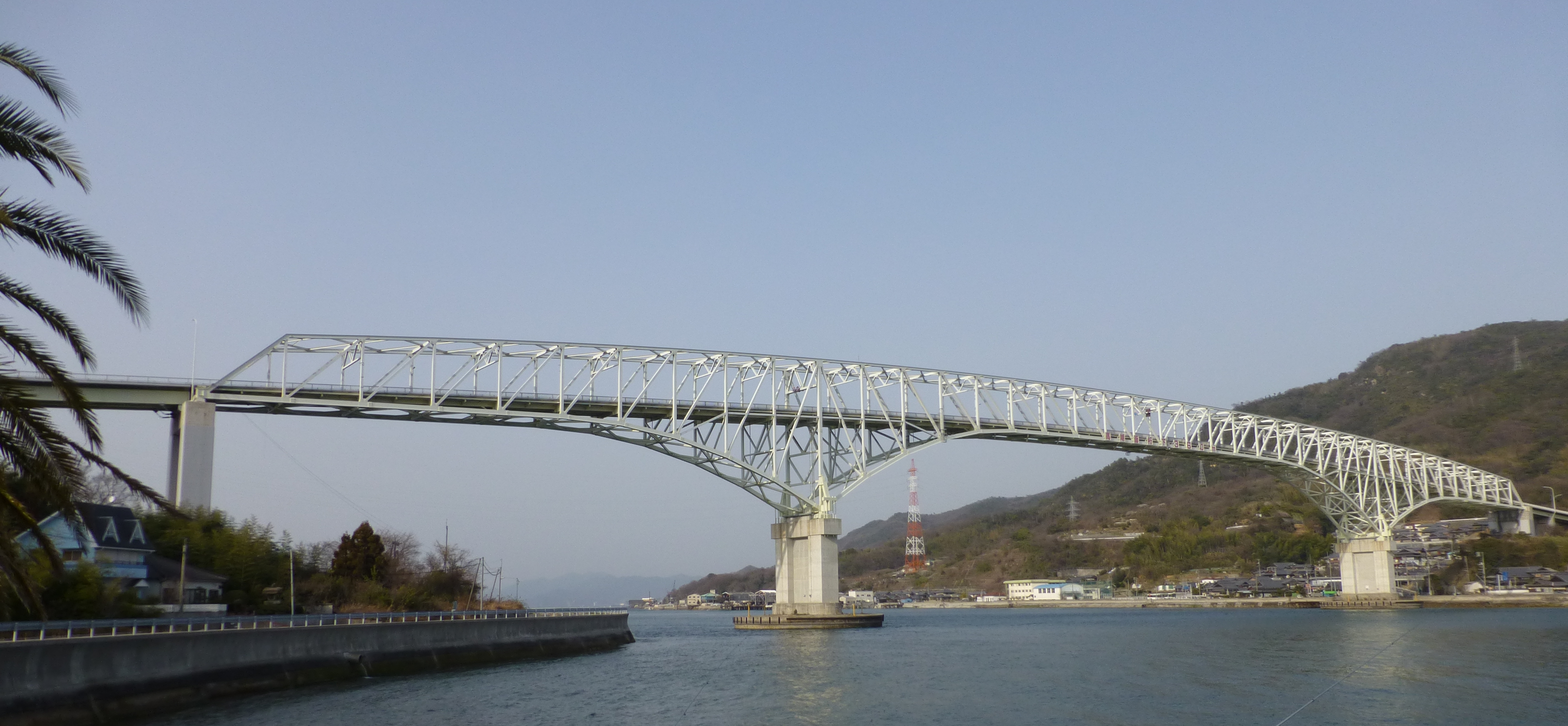
Hayase-Brücke

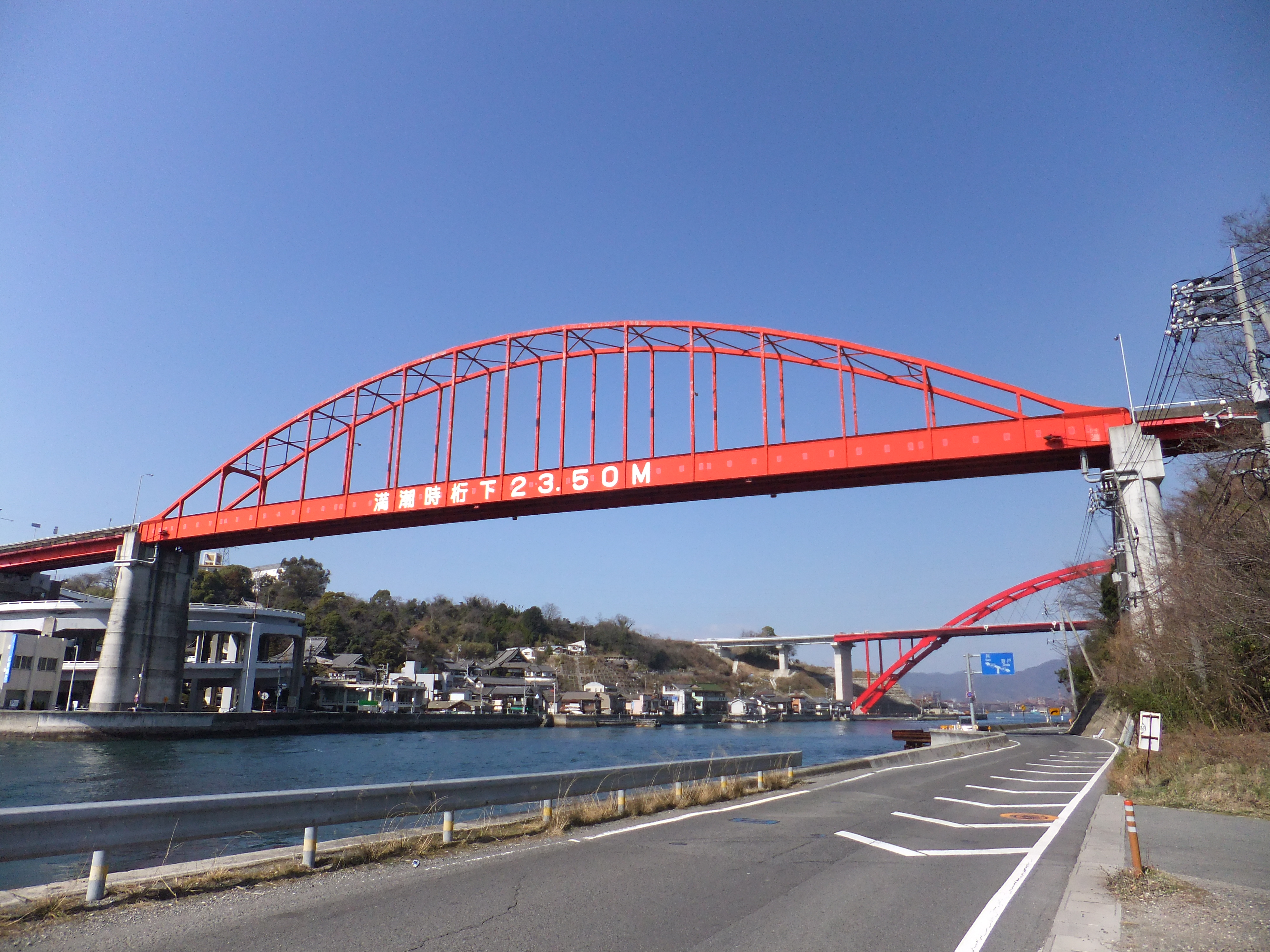
Ondo-Brücken

Die Insel ist über die Ondo-Brücke (音戸大橋) und Zweite Ondo-Brücke (第二音戸大橋) jeweils mit Honshū verbunden. Im Westen führt die Hayase-Brücke (早瀬大橋) auf die Insel Eta-jima. Im Südosten führt die Horikiri-Brücke (堀切橋) über eine nur 30 m breite Meerenge nach Karōtoshima und von dort die Kashima-Brücke (鹿島大橋) nach Kashima. Über Kurahashi-jima verläuft die Nationalstraße 487 und die Präfekturstraßen 35, 283 und 286. Von Kure aus fahren Busse auf die Insel.

## Wirtschaft
Ein wichtiger Wirtschaftszweig der Insel ist der Schiffbau.